# Performance

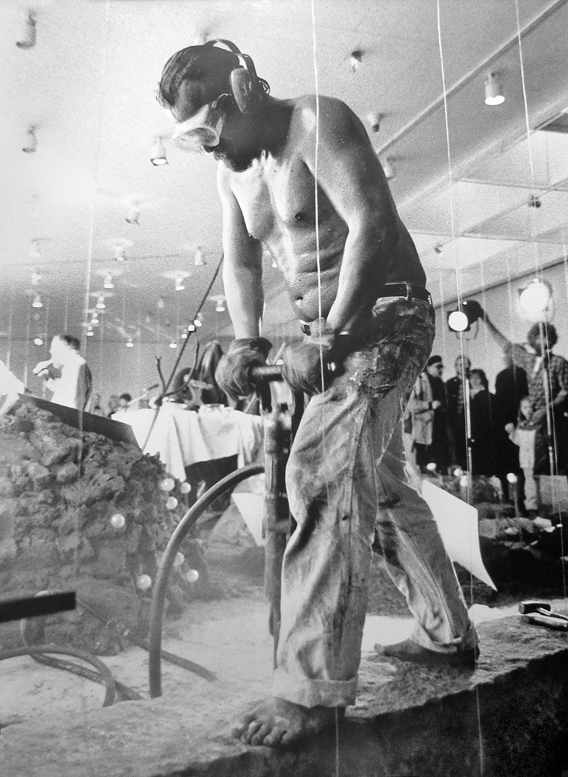
Bjørn Nørgaard med pneumatisk borr under en öronbedövande performance i Malmö konsthall, 1988.

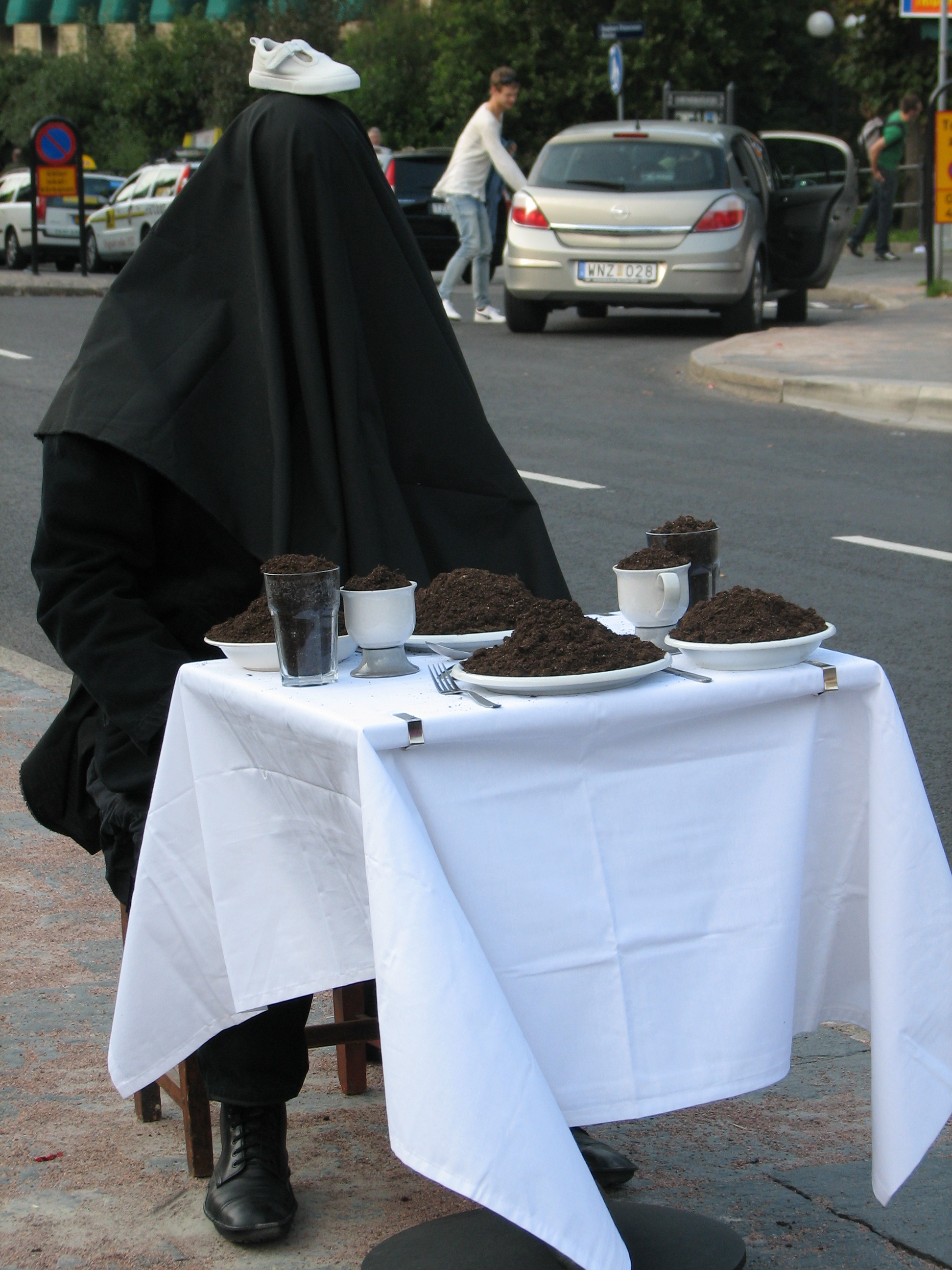
Alastair MacLennan på Avenyn vid performancefestivalen Live Action Gothenburg, 2006.

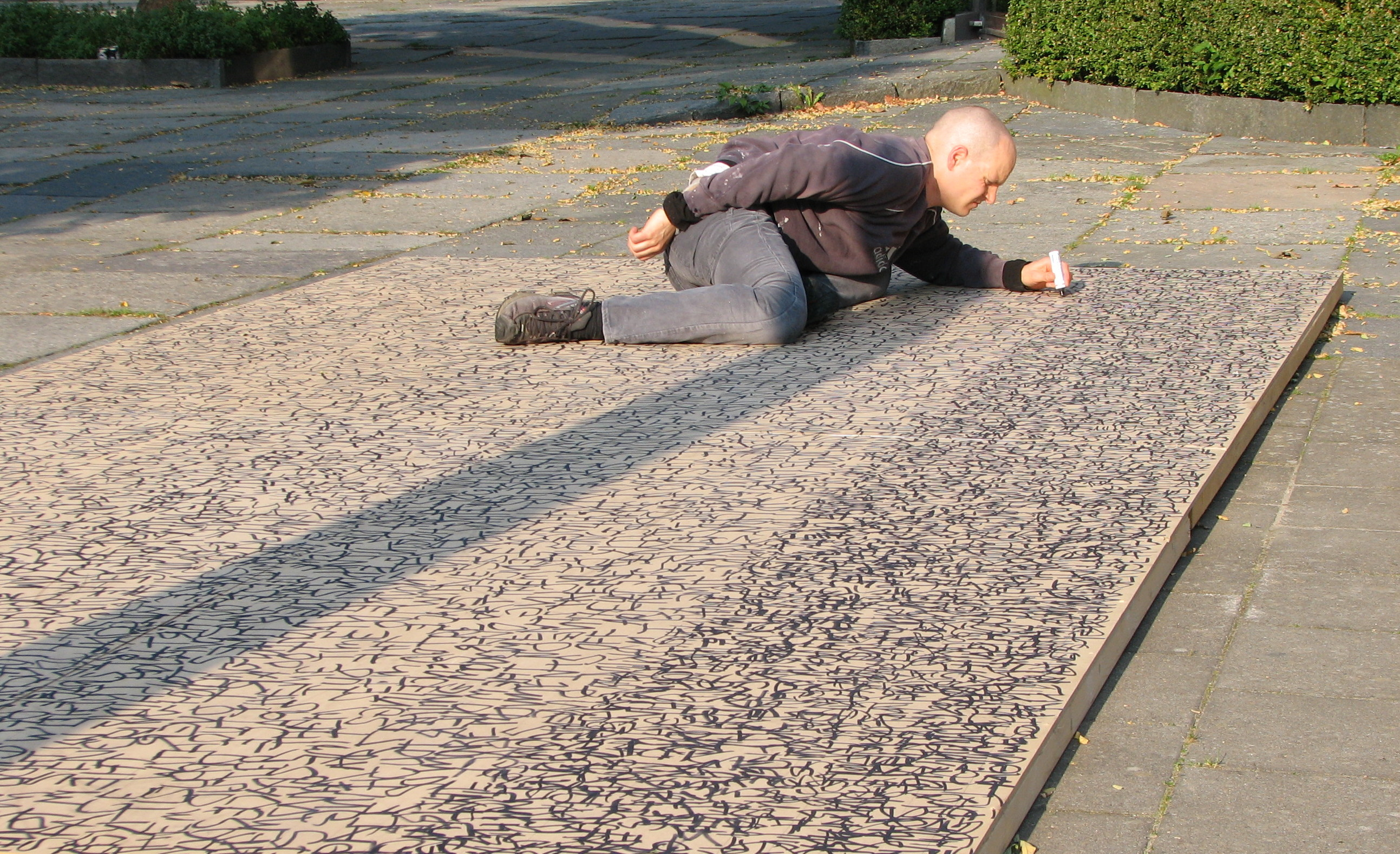
John Court på Götaplatsen vid samma festival, 2006.

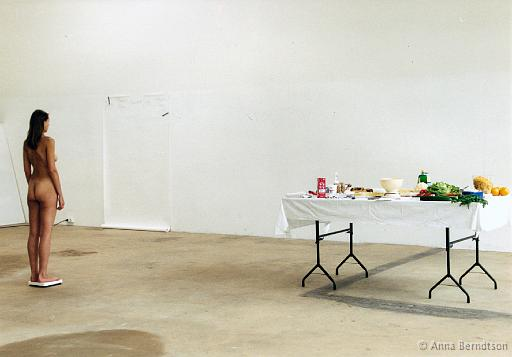
Anna Berndtson, Not Scared, 3 timmar, liveperformance, 2002.

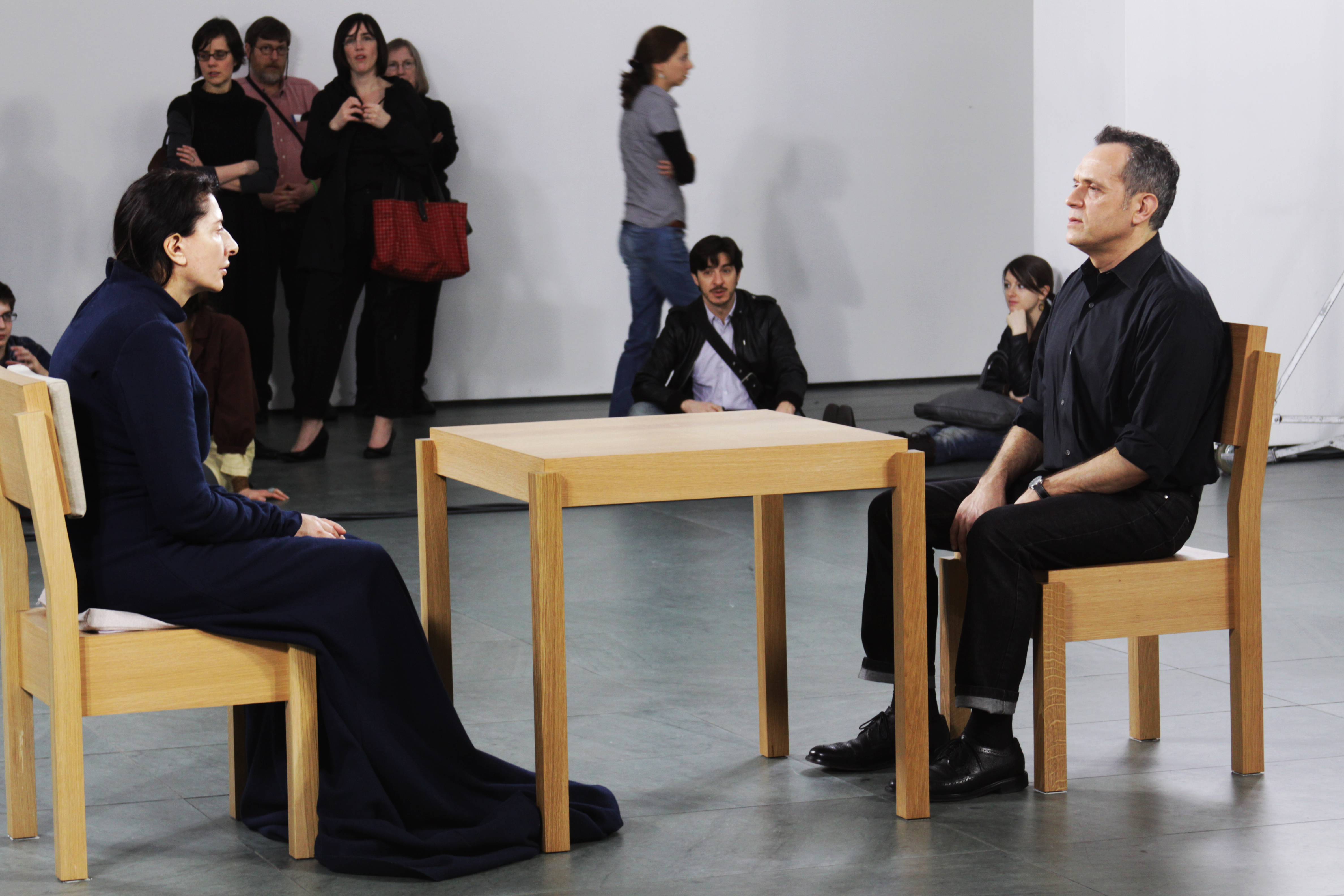
Marina Abramović, Artist is Present, liveperformance på MoMA i New York, 2010.

Performance eller performancekonst (engelska: performance art) är en konst som existerar när den pågår.

## Etymologi
Namnet kommer av fornfranskans parfornir, från vilket vi har ordet »performativ«. Detta betyder »fullfölja«, »fullborda«, »göra klart«, och är bildat av ledet par (latinets per) som har en rad betydelser, som till exempel »genom« och »över«, men också »helt« – vilket är den här aktuella betydelsen – och verbet fo(u)rnir försörja. Performancekonst är en bildkonstform med rötter i den tidiga modernismen, en form av "levande konst", en kunskapsalstring som blir till i och genom erfarandet, deltagande, görandet. 
Det är främst en faktor som utmärker en performance, nämligen att den uppförs här och nu, och att den inte utgör en representation, vilket annars är vanligt inom bildkonsttraditionen, utan att den är i sig själv.

## Kännetecknande drag
Det uppförda konstverket kan vara noga planerat eller spontant, med eller utan deltagande från publiken, och med konstnären närvarande eller frånvarande. Konstverket kan skapas på olika platser och i olika miljöer och under en kort eller lång tid. De kan röra olika situationer, som ofta berör fyra grundläggande element: tid, rum, konstnärens kropp och närvaro, eller relationen mellan konstnären och publiken, men det är individuella handlingar på en viss plats och under en viss tid, vilka utgör konstverken.
Ett typiskt drag är gränsöverskridandet mellan olika konstinriktningar. Andra vanliga drag är en politisk aktion och en rituell kroppslighet. 
Syftet är skiftande, men grundläggande är en vilja att nå längre än etablerade konstformer och sammanhang.

## Historik
Föregångare till performancekonsten kan man finna inom futurism, dadaism och surrealism, där man i sina försök att skaka om det rådande konstetablissemanget sökte efter nya vägar för konsten.
Under 1950- och 1960-talen då begreppet performance började användas var det oftast kopplat till det kroppsliga och hade en tydlig kroppslig förankring men skiljde sig från dans genom att det snarare ofta handlade om att gestalta en inre bild medan dans i större utsträckning handlar om rytm och rörelse. Många av de tidiga performancekonstnärerna var inte bara bildkonstnärer utan även dansare och musiker, men mer sällan skådespelare.
År 1952 företog John Cage en uppmärksammad "föreställning" vid Black Mountain College i USA, och happening kom att bli synonymt med performance. En pionjär inom happenings är Jim Dine.
På 1960-talet intresserade sig ett ökande antal konstnärer för nya former av performance, Yoko Ono, Wall piece for orchestra (1962), Carolee Schneemann Meat Joy (1964) och Interior Scroll (1975), Wolf Vostell DIG (1964), Joseph Beuys How to Explain Pictures to a Dead Hare (1965).
Hermann Nitsch presenterade år 1962 Orgien–Mysterien–Theater, en föregångare till performance, men nära scenkonsten. Framförallt i USA kom performance som låg nära scenkonst. The Living Theatre turnerade i Europa mellan 1963 och 1968. Ett verk från denna period, Paradise Now var uppmärksammad för nakenhet, publikens deltagande och en scen där skådespelare reciterade en lista med sociala tabun.
Efter 1968 fanns ofta influenser det årets politiska händelser. Barbara T. Smith med Ritual Meal (1969) stod i spetsen för den feministiska kropps-performance som kom på 1970-talet, och följdes av bland andra Carolee Schneemann, Joan Jonas, Yoko Ono, Joseph Beuys, Nam June Paik, Wolf Vostell, Allan Kaprow, Vito Acconci och Chris Burden. De var pionjärer för föreningen mellan kroppskonst och performancekonst.
Performance utvecklades under 1970-talet som ett multimediemontage av bland annat måleri, skulptur, musik, poesi och film, utgående från skilda kulturyttringar.  
Under 1960- och 1970-talen när frågor kring genus, kropp och politik var i centrum av konstdiskussionen blev den mycket kroppsliga performancekonsten återigen populär och denna gång var det en stor mängd kvinnliga konstnärer som använde sig av uttrycket. En av dem som har blivit mest uppmärksammade från denna tid är Marina Abramović.

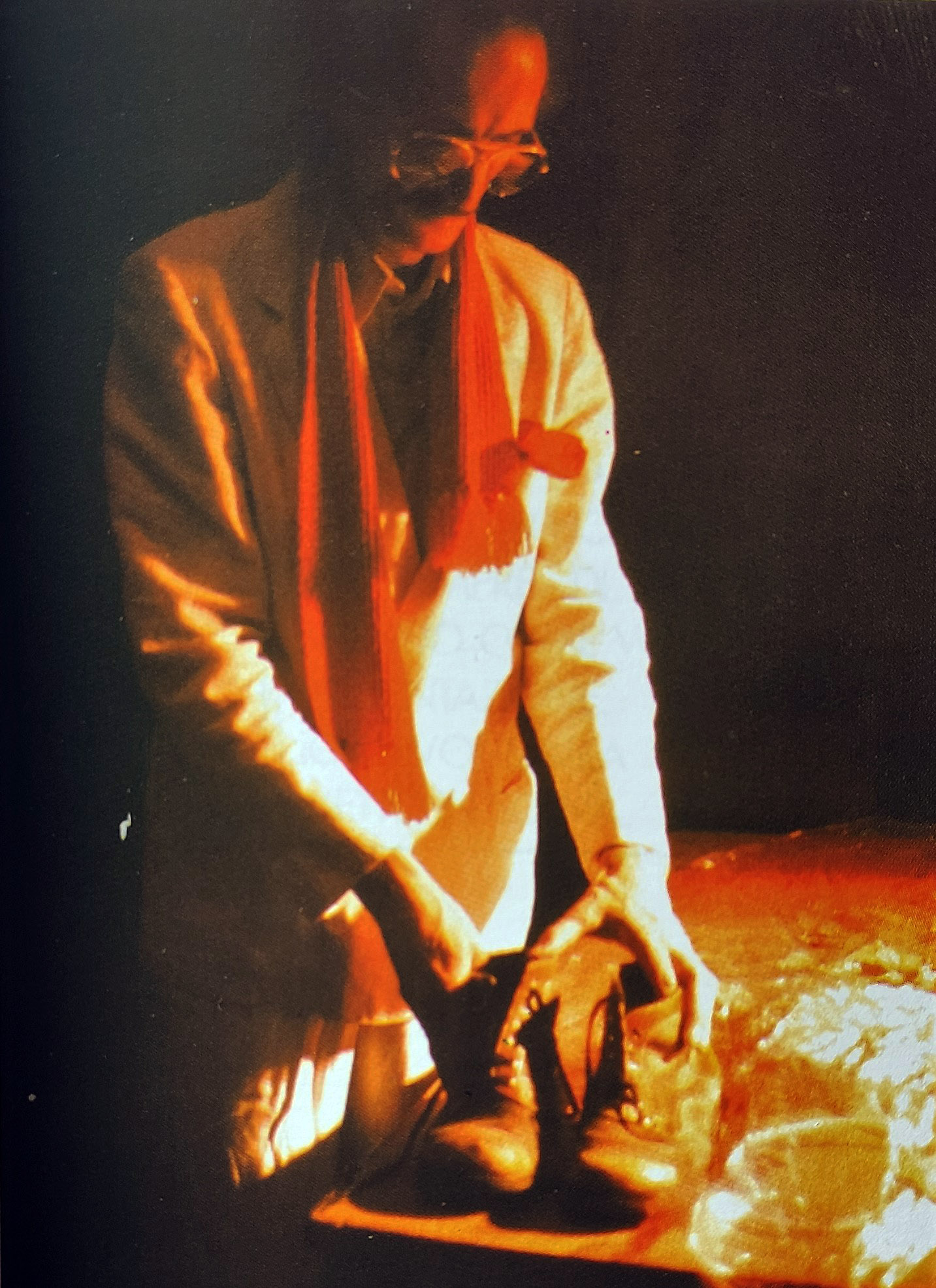
Gian Carlo Riccardi, Mia Terra, performance, Rom, 1981.

Tidiga svenska festivaler för performancekonst var "Framförande" på Göteborgs Konsthall, 1980, och "20 Live Projects" i Stockholm, 1981, på bland annat Moderna Museet, Fylkingen och Kulturhuset. Sedan 2006 har det arrangerats ett tiotal performancefestivaler i Uppsala.

## Performancekonstnärer i urval
- Marina Abramović
- Vito Acconci
- Laurie Anderson
- Anna Berndtson
- Joseph Beuys
- Chris Burden
- Erik Bünger
- Valie Export
- Lilibeth Cuenca Rasmussen
- Gilbert och George
- Gottfried Helnwein
- Yves Klein
- Paul McCarthy
- Ana Mendieta
- Bruce Nauman
- Yoko Ono
- Gina Pane
- Carolee Schneemann
- Rudolf Schwarzkogler
- Flavio Sciolè
- Sakiko Yamaoka
- Gian Carlo Riccardi